# Allan (tecknad serie)

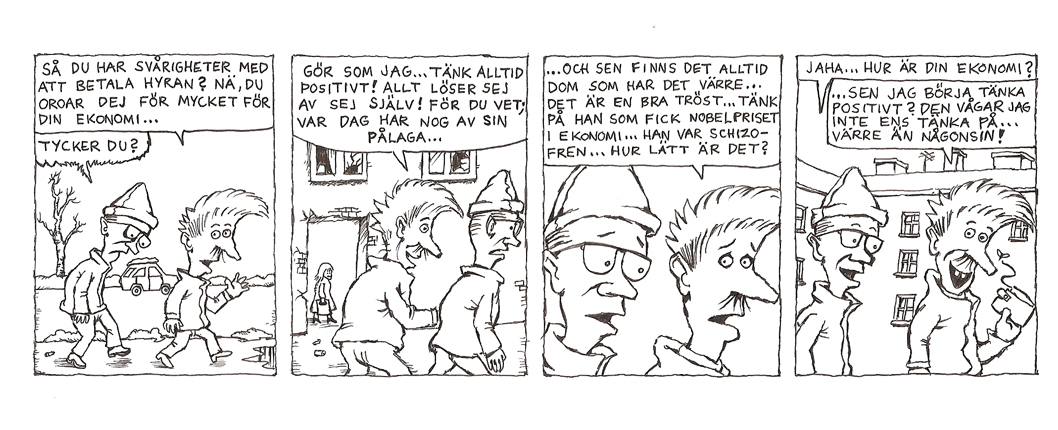
LO-tidningen nr 3 2004

Allan är en humorserie skapad av Nisse Lindberg med debut i LO-tidningen den 15 augusti 2003, då den avlöste Susanne Fredeliuss Trix och Mix. Serien fortgick till 2004 och publicerades därefter som gästserie i serietidningen Ernie.

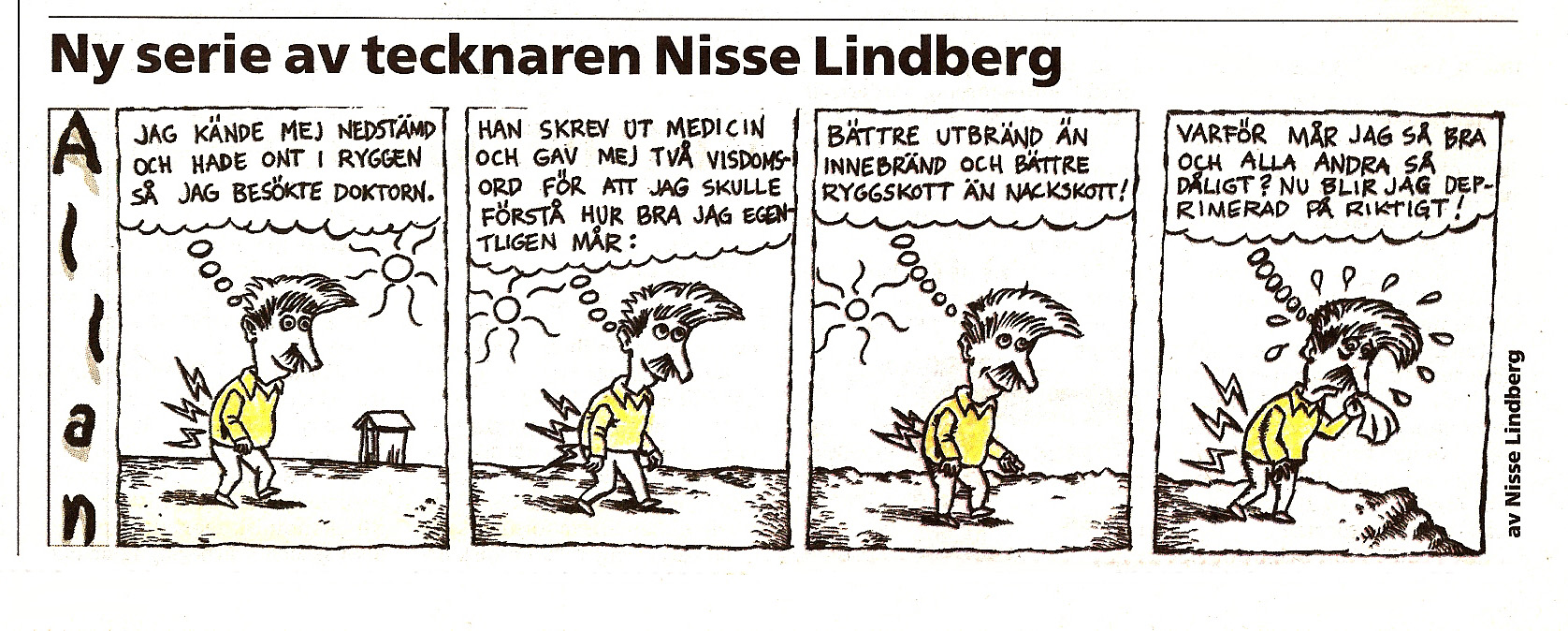
Allans första framträdande i LO-tidningen nr 23 2003

Serien har en satirisk udd med en viss dos samhällskritik. Oftast är skämten textbaserade med sentenser som "Bättre utbränd än innebränd och bättre ryggskott än nackskott"